# Zobnatica
Zobnatica (en sebio cirílico, Зобнатица; en húngaro, Andrásnépe) es un pueblo serbio situado en el municipio de Bačka Topola, en la provincia autónoma de Voivodina. Según el censo de 2022, tiene una población de 148 habitantes.

## Demografía
| Gráfica de evolución demográfica de Zobnatica entre 1948 y 2022 |
|                                                                 |